# Jinmaku Kyūgorō
Jinmaku Kyūgorō (陣幕 久五郎 en japonés, nacido el 4 de junio de 1829 – fallecido el 21 de octubre de 1903) fue un luchador profesional de Sumo originario de Itō, Provincia de Izumo. Fue el 12º yokozuna del deporte.

## Carrera
Jinmaku nació en el distrito de Ou, Provincia de Izumo (actual distrito Yatsuka, Prefectura de Shimane). Su nombre de nacimiento fue Ishigura Shintarō (石倉 槇太郎). En 1847 se convirtió en aprendiz del luchador Hatsushio Kyūgorō en Onomichi, Hiroshima. Al morir Hatsushio, en 1848, Jinmaku se trasladó a Osaka para ser aprendiz de Asahiyama Shirouemon. En 1850 tuvo su primer combate. Sirvió al Dominio Tokushima, luego para el Dominio Matsue y finalmente al Dominio Satsuma.

En 1850 se trasladó a Edo (hoy Tokio) y se convirtió en aprendiz de Hidenoyama Raigorō, el 9º yokozuna, e ingresó a makuuchi en enero de 1858.

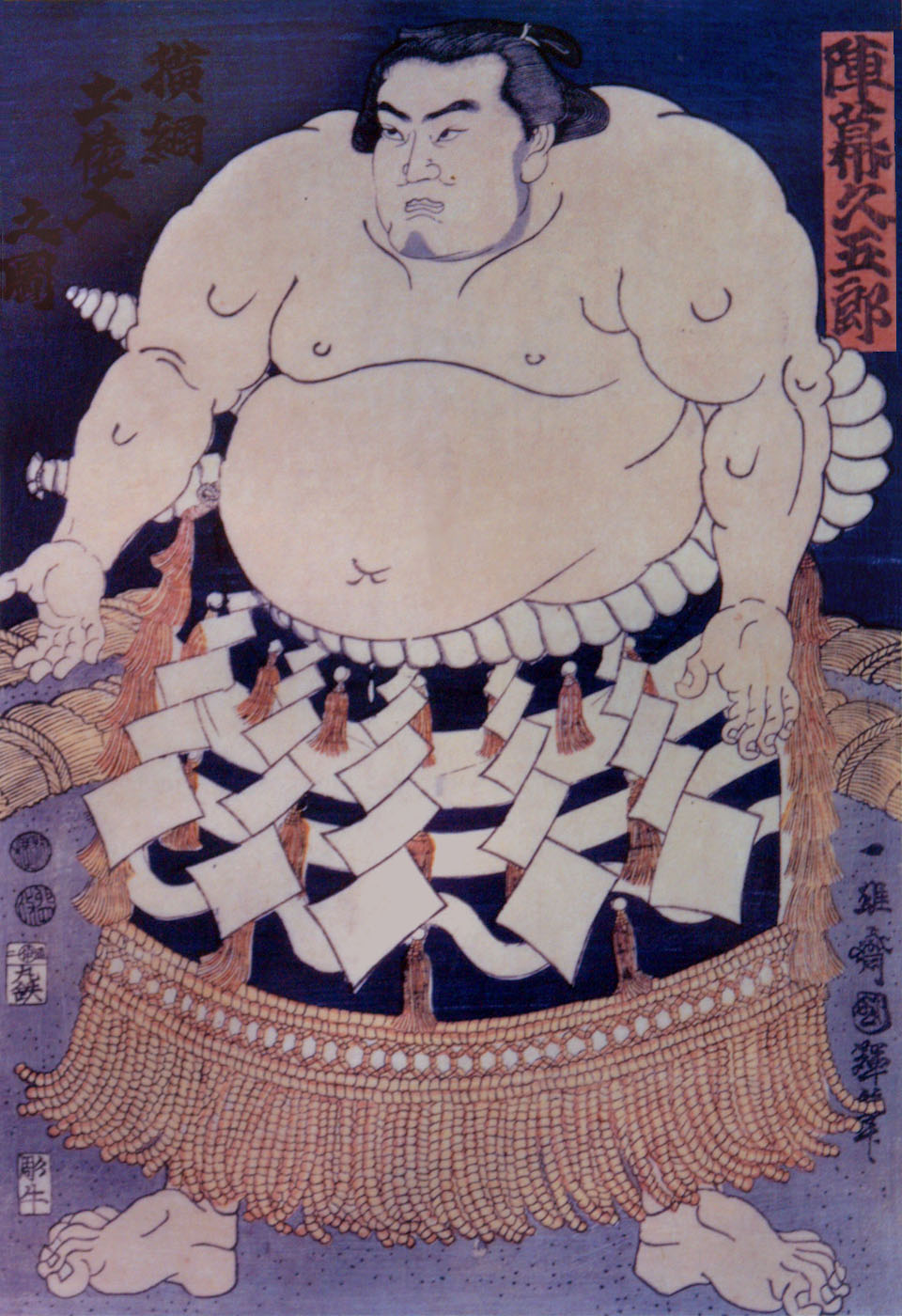
Pintura de Jinmaku Kyūgorō

A principios de 1867, la Casa de Gojo le concedió la licencia yokozuna y no la Casa de Yoshida Tsukasa (la cual era la que expedía las licencias oficialmente). A pesar de lo anterior, no hubo mayor inconveniente y en julio del mismo año se le concedió la licencia oficial de yokozuna. Desafortunadamente, el torneo de noviembre de 1867 sería su último. El 25 de diciembre de 1867, Jinmaku fue testigo de los comienzos de una guerra civil y seguidamente le envió una carta a Saigō Takamori. Luego de esto, Jinmaku escapó de Edo y se asentó en Kioto. La Guerra Boshin comenzó en enero de 1868 y Jinmaku decidió estar al lado de su señor, Shimazu Tadayoshi, para protegerlo.
Jinmaku murió finalmente en 1903.
Durante su estancia en makuuchi, ganó 87 combates y perdió solamente en cinco ocasiones. Las cinco derrotas provienen de combates que tuvieron lugar cuando peleaba con los rangos de maegashira y sekiwake. Además de esto, es el único luchador que jamás perdió un combate como yokozuna. Su porcentaje de victorias fue de 94.6%.
Como curiosidad, Jinmaku hace parte de una lista de nombres elegibles en la Asociación Japonesa de Sumo. Hasta el 2019, la persona que usaba el nombre Jinmaku era el antiguo maegashira Fujinoshin.

## Monumento Yokozuna

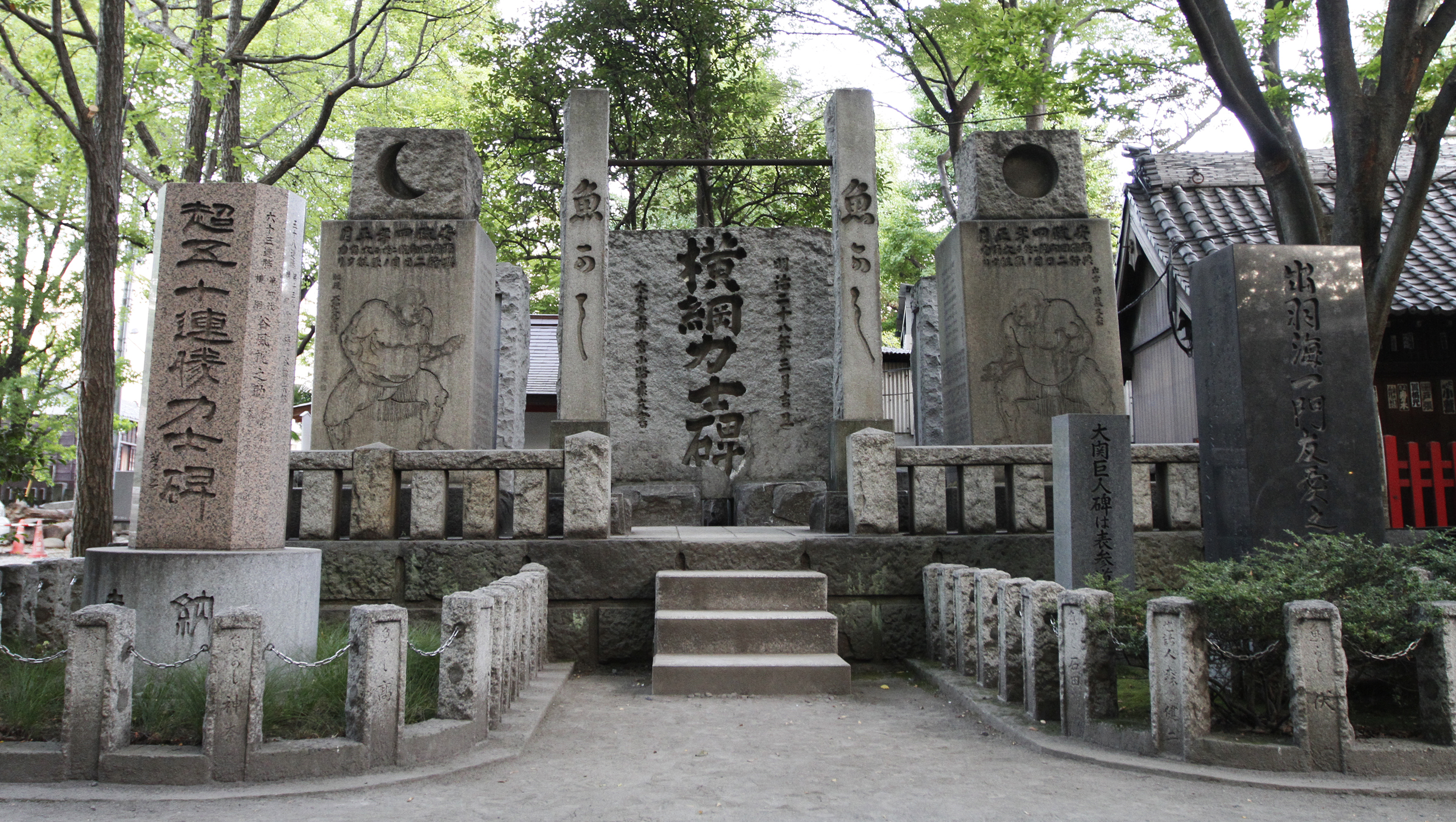
Monumentos de piedra de Yokozuna en Tokyo.

En 1900, Jinmaku erigió el Monumento en Homenaje a los Rikishi Yokozuna en terrenos del santuario Tomioka Hachiman, localizado en el distrito Kōtō, en Tokio. Dicho monumento fue la culminación de un gran proyecto personal para reconocer adecuadamente a todos sus compañeros yokozuna.
Por primera vez, Akashi Shiganosuke, Ayagawa Gorōji I y Maruyama Gondazaemon fueron reconocidos como los primeros tres yokozuna de la historia.

## Historial en Makuuchi
Durante esta época, los torneos se realizaban en distintos momentos del año.
Jinmaku Kyūgorō
| -    | Primavera                                     | Invierno                                       |
| 1858 | East Maegashira #6 5–0–2 3d                   | Cancelado por incendio                         |
| 1859 | East Maegashira #7 3–0–6 1d                   | East Maegashira #2 6–2–1 1h                    |
| 1860 | East Maegashira #2 4–1–3 2d                   | East Maegashira #2 5–0 2d                      |
| 1861 | East Maegashira #2 9–0–1 CAMPEÓN (no oficial) | East Maegashira #2 5–0–4 1d                    |
| 1862 | East Maegashira #2 4–1–4 1d                   | East Maegashira #2 5–0–3 2d                    |
| 1863 | East Sekiwake 7–0–2 1d                        | no participó                                   |
| 1864 | no inscrito                                   | no participó                                   |
| 1865 | no participó                                  | East Sekiwake 6–0–1 1d 1h CAMPEÓN (no oficial) |
| ---- | --------------------------------------------- | ---------------------------------------------- |
| 1866 | East Sekiwake 6–1–2 1h                        | West Ōzeki 8–0–1 1d CAMPEÓN (no oficial)       |
| 1867 | West Ōzeki 7–0–1 2d CAMPEÓN (no oficial)      | West Ōzeki 7–0–3 CAMPEÓN (no oficial)          |
| 1868 | RETIRADO                                      | x                                              |

Los campeonatos no eran reconocidos oficialmente hasta antes del torneo de verano de 1909.